# Ehrenfeld
Ehrenfeld es un borough ubicado en el condado de Cambria en el estado estadounidense de Pensilvania. En el año 2000 tenía una población de 234 habitantes y una densidad poblacional de 231.9 personas por km².

## Geografía
Ehrenfeld se encuentra ubicado en las coordenadas 40°22′20″N 78°46′35″O / 40.37222, -78.77639.

## Demografía
Según la Oficina del Censo en 2000 los ingresos medios por hogar en la localidad eran de $28,125 y los ingresos medios por familia eran $30,500. Los hombres tenían unos ingresos medios de $25,000 frente a los $15,781 para las mujeres. La renta per cápita para la localidad era de $11,037. Alrededor del 11.4% de la población estaba por debajo del umbral de pobreza.